# Zdravko Odorčić
Zdravko Odorčić je hrvatski književnik, dramski pisac, redatelj, romanopisac i pjesnik.
Suosnivač Osječkog ljeta mladih. Osnivač je Udruge za promicanje kulture Kultura snova iz Zagreba.

## Biografija
Rođen je u Osijeku, a radi i živi u Zagrebu. Dramaturg je, redatelj, romanopisac i pjesnik.
U Osijeku završava osnovnu školu, srednju i Pedagoški fakultet.
Pohađao dislocirani studij glume Zagrebačke kazališne akademije na osječkoj Pedagoškoj akademiji.
Kao nastavnik 15 godina je radio s djecom s posebnim potrebama u Osijeku ali istodobno i u kulturi, da bi se krajem 1990-ih ipak odlučio za rad samo u kulturi te kao kulturni djelatnik pokretao i provodio raznovrsne umjetničke projekte.
Urednik je više od 120 književnih izdanja.  
Osnivač je KULTure sNOVA u Zagebu i Radio snova.
Pisati drame počeo je već u srednjoj školi gdje je svojim igrokazima i recitalima uveo nešto novo i drugačije od ondašnjih tz. akademija što su s oduševljenjem prihvatili učenici ali su mu i profesori dali u tome podršku. 
Već u drugom razredu srednje škole napisao je monodramu Čovjek, pas i mačka te u suradnji s ondašnjom MZ Retfala postavlja na scenu. 
Kao student pokušava izdati svoj roman u vlastitom izdanju na što su novine oštro osudile, osobito srbijanska izdanja te su mu profesori s Katedre hrvatskog jezika savjetovali da piše pod pseudonimom dok se ne slegne prašina jer mu je prijetilo i izbacivanje s fakulteta.
Od tada piše pod pseudonimom Saša Z. Odorčić sve do 90-tih godina.
Otvaranjem Studentskog centra u Osijeku i pri njemu osnivanjem Centra mladih postaje kazališni urednik te vodi profesionalnu scenu ali u isto vrijeme pri istom centru vodi i KAMO – kazališni atelje mladih Osijek. 
U tom razdoblju piše nekoliko drama koje se izvode u Centru mladih od Sodome i Gomore, Čerge do kultne predstave 80-tih Paukova mreža koja je punila dvorane u Osijeku ali i u cijeloj Slavoniji. 
Organizira kazališne radionice u kojima su kao predavači bili poznati glumci od Fabijana Šovagovića, Franje Majetića do Željka Vukmirice.
Tih godina suosnivač je s još četvoricom kolega Osječkog ljeta mladih gdje kao kazališni urednik dovodi na gostovanje najbolja kazališna ostvarenja iz regije.
Neslaganjem s politikom vođenja kulturnih programa napušta mjesto kazališnog urednika i osniva novo kazalište Satirikon, da bi krajem osamdesetih na nagovor osnivača Frano Krtića Teatra Veterana postaje umjetnički ravnatelj.
Umjetničkim ravnateljem ostaje tijekom Domovinskog rata radeći predstave i gostujući po ratištima.
Tijekom Domovinskog rata organizira više od 200 raznih kulturnih i kazališnih aktivnosti najviše u humanitarne svrhe od ratne ljetne manifestacije Ljeto Gospodnje 91. gdje se igraju predstave govori poezija, izložbe ratnih fotografija, amaterskih dokumentarnih filmova snimljenih na ratištu do koncerata ali i gostovanja po njemačkim katoličkim misijama s predstavom I majka Marija je majka a za fond obiteljima poginulih branitelja Zrinski Frankopan kao o za u to vrijeme tek osnovanu udrugu Žena poginulih branitelja i mnoge druge.
Kao zahvalu, Teatar veterana dobiva Povelju za rad u ratnim uvjetima koju dodjeljuje Hrvatska radio televizija i Društvo dramskih umjetnika Hrvatske.
Donošenjem novoga zakona o kazalištu osniva 1993. godine prvo privatno kazalište u Hrvatskoj pod nazivom Županijska kazališna scena, ali ustrojem županija mijenja ime u Privatno kazalište.
Nakon pet godina uspješnog rada zbog nerazumijevanja lokalne politike i početak recesije, Privatno kazalište prestaje s radom.
Osnivanjem privatnog kazališta surađuje s tada mladim kazališnim akademcima danas eminentnim glumcima od Sandre Lončarić, Nele Koczish, Hrvoje Barišić, Tatjana Bertok Zupković Krešimir Mikić do Saše Anočića.
Ustrojio je privatnu televiziju TV Osijek Plus početkom Domovinskog rata i bio njezin urednik.
Mirna reintegracija odvodi ga u Baranju u mjesto Bilje nadomak Kopačkog rita – 5 km od Osijeka.  U Bilju gdje je trajala obnova uspijeva se dogovoriti s lokalnim vlastima da pokrenu rad Kulturnog centra gdje postaje ravnatelj u Hrvatsko-Mađarskom kulturnom centru.
Osim obnove same zgrade centra, pokreće i kulturnu obnovu osnivanjem KUD, Galerije,  te pokreće izdavanje knjiga kao i nekoliko manifestacija koje su danas već tradicionalne kao što su Međunarodni etno susreti – treća po veličini etno manifestacija u Slavoniji i Baranji.
Godine 2007. javlja se na anonimni natječaj Matice hrvatske u Osijeku, gdje mu roman Lega, ne kužiš ulazi u uži izbor te mu iste godine Matica hrvatska tiska roman koji je polučio dobre rezultate a i dan dans se traži kao štivo za čitanje.
Također, mu Matica hrvatska 2010. godine tiska i knjigu od pet drama pod nazivom Pet drama, te kasnije slijede još nekoliko izdanja poezije i kratkih priča.
Kako lokalna politika 2011. godine ukida Hrvatsko-Mađarski centar, napušta Osijek i seli se u Zagreb gdje osniva Kulturu snova – udrugu za promicanje kulture.  S osnutkom kreću i Zagrebačke večeri poezije kroz koje su na svojim nastupima prošle stotine pjesnika a koje se održavaju dva puta mjesečno.
Uz Kulturu snova pokreće i online radio Radio snova koji radi 24 sata, te u sklopu iste pokreće nakladničku djelatnost u kojoj je do sada izdano više od 140 naslova raznih sadržaja a najviše poezije. 
Pri Kulturi snova pokreće i Kazalište na dlanu te manifestaciju Poezija na dlanu pri kojoj organizira More na dlanu u Puli i Rovinju ali i Dubrovnik na dlanu u Dubrovniku, Slavonija na dlanu u Osijeku i Zagreb na dlanu u Zagrebu, te manifestaciju Valentinovo za Dan zaljubljenih kao i Svim na zemlji mir veselje u vrijeme Adventa.
Bio je voditelj i urednik TV emisije Zagrebačke večeri poezije koja se prikazivala na Jabuka TV. 
U Kulturi snova okuplja više od 180 službenih članova ali i simpatizere kojih ima vjerojatno još toliki broj iz raznih dijelova svijeta koji na razne načine surađuju s Kulturom snova. 
Član je Društva dramskih umjetnika Hrvatske, Matice hrvatske i mnogih drugih kulturnih asocijacija i udruga. 
Dobitnik je mnogih priznanja.

## Djela
1. LEGA, NE KUŽIŠ, roman, Matica hrvatska 2007. god. / Studio Moderna Zagreb, 2021. 
2. PET DRAMA, drame, Matica hrvatska 2007. god.
3.  KORAK DO RAJA PAKLU IZMIČEM, zbirka poezije, Alixium Osijek 2012. god.
4. ĆUTIM TVOJE ŠAPUTANJE, zbirka poezije, Naklada Semafora Zagreb, 2013. god.
(ista izlazi u srbskom i slovenskom izdanju)
5. LJUDI SE KIŠOM MIČU,  zbirka poezije u prozi, Kultura snova Zagreb, 2913. god.
6. ČUVAM TE ISPOD KOŽE, zbirka poezije, Kultura snova, 2015. god.
7. AVANTURE MIŠA MIŠE, dječja slikovnica, Kultura snova, 2015. god.
8. POEMA O LJUBAVI i druge pjesme o ljubavi i bolu, Kultura snova, 2016. god
9.SRCE U SVEMIRU, poezija. Kultura snova Zagreb, 2018. god.
10. BAJKA O KUŠAČICI HRANE, kratke priče - Semadora Zagreb, 2020 god.
11. TEK TAKO, JUTROM O LJUBAVI, poetski zapisi -  Studio Moderna Zagreb, 2021. god.

## Počasti
- Prvo mjesto za poeziju, Italija, 2017. god
- Prvo mjesto za poeziju, Žitište, 2015. god.
- Drugo mjesto za kratku priču, Italija, 2017. god.
- ZLATNA PLAKETA Udruženja romskih književnika, 2016. god.
- ZLATNA MEDALJA, Svjetskog saveza Roma, 2016. god.
- ZAHVALNICA za razvoj kulture – Planet poezija Sarajevo 2016.
- DIPLOMA za finalistu domoljubne pjesme u Kninu, 2016. god.
- ZAHVALNICA za most prijateljstva, Ostra Beč, 2015, god.
- DIPLOMA za osvojeno prvo mjesto za poeziju Zlatno pero, Bitola R. Makedonija